# Font del Moscat
La Font del Moscat és una font del terme municipal de Tremp, del Pallars Jussà, a l'antic terme ribagorçà de Sapeira, en territori del poble d'Escarlà.
Està situada a 695 m d'altitud, al nord-est d'Escarlà, a ponent del cim de Sant Cosme, al vessant nord-occidental de la carena que uneix la població i la muntanya esmentades. És a ponent, una mica cap al sud, del Mas de Cocurrell.